# 臼井荘一
臼井 荘一（臼井 莊一、うすい そういち、1902年〈明治35年〉7月26日 - 1987年〈昭和62年〉10月18日）は、大正から昭和期の政治家、実業家。位階は正三位、勲等は勲一等。千葉興行2代目社長。総理府総務長官。衆議院議員（8期）、参議院議員（1期）。千葉市名誉市民。学位は商学士（早稲田大学）。剣道六段。

## 来歴・人物
東京市深川区越中島（現在の東京都江東区越中島）で建築材料商の家に生まれた。1920年（大正9年）3月、旧制・東京府立第三中学校（現在の東京都立両国高等学校）を卒業し、1925年（大正14年）3月、早稲田大学商学部商学科を卒業。大日本麦酒に入社した。
父の病のため1925年11月、大日本麦酒を退職して千葉市に転居。家業のセメント業から父臼井真三が起こした興行業(千葉興行株式会社、西友新検見川店のビルオーナー、シネマックスなどの映画館）で、千葉市を中心に劇場や映画館を経営した。
1933年（昭和8年）2月、千葉市会議員に当選して3期在任し、同議長も務めた。1942年（昭和17年）11月、千葉県会千葉市選挙区補欠選挙て無投票当選し、1946年（昭和21年）11月まで県会議員を1期務め、同参事会員にも在任した。
戦後は公職追放を経て、追放解除後の1952年（昭和27年）第25回衆議院議員総選挙で千葉県第1区から立候補して衆議院議員に初当選を果たし、以後8期務める。当選同期には、福田赳夫・大平正芳・黒金泰美・内田常雄・植木庚子郎・丹羽喬四郎・灘尾弘吉・宇都宮徳馬・加藤精三・山崎巌・今松治郎・重政誠之・町村金五・古井喜実らがいる。この間、第1次岸内閣・文部政務次官、衆議院沖縄問題等特別委員長、同文教委員長、同大蔵委員長、同外務委員長、同決算委員長、弾劾裁判所裁判長、日本民主党代議士会副会長、自由民主党副幹事長、同政務調査会副会長、同千葉県連会長、千葉市社会福祉協議会長、日本遺族会副会長、千葉県遺族会長、千葉県肢体不自由児協会会長などを務めた。
1964年（昭和39年）10月15日、東京オリンピック・デモンストレーション剣道試合において園田直と戦い引き分ける。
第3次池田内閣改造内閣に当時非国務大臣であった総理府総務長官として就任。第1次佐藤内閣で総理府総務長官に再任。1965年（昭和40年）5月19日に総理府総務長官が国務大臣となるも、同年6月3日に国務大臣総理府総務長官を離任したため、臼井の閣僚在任期間はわずか16日間となった。
1974年（昭和49年）4月の春の叙勲で勲一等に叙され、瑞宝章を受章する。
1976年（昭和51年）、第34回総選挙に落選して、いったんは政界から引退する。地盤は三男の日出男が継ぐものの、1981年（昭和56年）に行われた参議院議員補欠選挙で自民党公認として立候補し当選、1983年（昭和58年）まで務めた。早稲田大学評議員として、早稲田大学100周年事業の新学部、キャンパス選定で幕張派として活動したが、所沢派に敗れた。
1986年、千葉市名誉市民に選ばれる。
1987年（昭和62年）10月18日、死去した。85歳没。同月20日、特旨を以て位記を追賜され、死没日付をもって正三位に叙され、旭日大綬章を追贈された。

## 国政選挙歴
- 第25回衆議院議員総選挙（千葉県第1区、1952年10月、改進党）当選[7]
- 第26回衆議院議員総選挙（千葉県第1区、1953年4月、改進党）当選[7]
- 第27回衆議院議員総選挙（千葉県第1区、1955年2月、日本民主党公認）当選[13]
- 第28回衆議院議員総選挙（千葉県第1区、1958年5月、自由民主党公認）当選[13]
- 第29回衆議院議員総選挙（千葉県第1区、1960年11月、自由民主党公認）当選[13]
- 第30回衆議院議員総選挙（千葉県第1区、1963年11月、自由民主党公認）当選[14]
- 第31回衆議院議員総選挙（千葉県第1区、1967年1月、自由民主党公認）当選[14]
- 第32回衆議院議員総選挙（千葉県第1区、1969年12月、自由民主党公認）次点落選[14]
- 第33回衆議院議員総選挙（千葉県第1区、1972年12月、自由民主党公認）当選[10]
- 第34回衆議院議員総選挙（千葉県第1区、1976年12月、自由民主党公認）次点落選[10]
- 第11回参議院議員通常選挙補欠選挙（千葉県地方区、1981年3月、自由民主党公認）当選[11]

## 栄典
- 1974年（昭和49年）勲一等瑞宝章[2][3]
- 1987年（昭和62年） 勲一等旭日大綬章

## 親族
- 三男 臼井日出男（衆議院議員）[2][3]
- 孫 臼井正一